# Slaget vid Jarosław
Slaget vid Jarosław ägde rum den 15 mars 1656 under Karl X Gustavs polska krig. Polsk-litauiska trupper under befäl av Stefan Czarniecki besegrade de svenska trupperna under befäl av kung Karl X Gustav.